# ريناتو غوتوسو
ريناتو غوتوسو (بالإيطالية: Renato Guttuso)‏ (26 ديسمبر 1911 - 18 يناير 1987) رسام إيطالي ولد في قرية باغيريا قرب باليرمو في صقلية. تشمل لوحاته الشهيرة الفرار من إتنا (1938-1939)، والصلب (1941) ولا فوكتشيريا (1974). صمم غوتوسو أيضاً للمسرح (بما في ذلك مجموعات وأزياء لتاريخ جندي في روما 1940)، كما رسم رسوماً توضيحية للكتب.